# Evolución Femenina
Evolución Femenina var en förening för kvinnors rättigheter i Peru, grundad 1914.
Det var den första kvinnoorganisationen i Peru och betraktas som startpunkten för kvinnorörelsen i landet. 
Föreningen bildades av María Jesús Alvarado Rivera 1914. Syftet var att kampanja för kvinnors rätt till utbildning och yrkesarbete, och en reform av civilkoden för att utöka kvinnors rättigheter, befria dem från förmynderskap och ge dem rätt att kontrollera sin egendom och rösta. En av huvudfrågorna var kvinnors rätt att inneha statlig tjänst, som att sitta i socialnämnder, då kvinnor vid denna tid över huvud taget inte var offentligt verksamma eller synliga i högre grad. 
Peru hade fram till denna tidpunkt inte haft någon kvinnorörelse över huvud taget och rörelsen mötte större svårigheter än i sina grannländer. I Peru var minoriteten bildade yrkeskvinnor färgade och vita överklasskvinnor i allmänhet utbildade i klosterskola och djupt konservativa: merparten av kvinnorna var konservativa, och var heller inte villiga att enas. Föreningen uppnådde inte mycket mer än att kvinnor år 1915 fick tillstånd att inneha statstjänst. 
1923 bildade föreningen Peruvian National Women's Council som ersatte den, men som snabbt togs över av konservativa krafter och bedrev en mycket blygsam kampanj.      